# Arkivoc
Arkivoc (Archive for Organic Chemistry) è un giornale scientifico ad accesso aperto peer review che tratta argomenti di chimica organica. Viene pubblicato da un'organizzazione non-profit denominata Arkat USA, fondata nel 2000 grazie ad una donazione personale di Alan R. Katritzky e Linde Katritzky. L'obiettivo primario di Arkat è quello di pubblicare Arkivoc. Secondo quanto detto dal Journal Citation Reports, il giornale ha un impact factor per il 2014 di 1.165, posizionandosi al 37º posto delle 57 pubblicazioni esistenti nella categoria della "Chimica, Organica".